# Last Action Hero (саундтрек)
Last Action Hero: Music from the Original Motion Picture — саундтрек к фильму «Последний киногерой», выпущенный в 1993 году.

## История создания
В 1993 году в прокат вышел кинофильм «Последний киногерой», фантастический боевик, главную роль в котором сыграл Арнольд Шварценеггер. На фильм возглагались большие надежды, и под стать исполнителю главной роли, для саундтрека были подобраны композиции наиболее известных рок-групп того времени. В рекламной кампании утверждалось, что все песни были написаны специально для фильма и не публиковались ранее.

## Содержание альбома
Альбом открывала песня AC/DC «Big Gun», на которую был снят видеоклип с участием Шварценеггера. По сюжету, его герой оказывался на концерте австралийской группы и даже выступал с ней на одной сцене. Эта песня и клип стали наиболее узнаваемыми из всего альбома и часто транслировались на телеканале MTV.
Композитор Майкл Кэймен изначально хотел привлечь к написанию музыки для фильма рок-группу Alice in Chains. Гранжевому коллективу так и не удалось выделить для этого время, но взамен они записали две новые композиции «What the Hell Have I» и «A Little Bitter».
Заглавную композицию для альбома написала рок-группа Tesla. Трэш-металлисты из Megadeth выделили для саундтрека песню «Angry Again», оставшуюся после студийных сессий Countdown to Extinction, а Anthrax — не вошедшую в Sound of White Noise «Poison Eyes».
Помимо признанных рок- и метал-групп, в саундтрек вошли несколько песен исполнителей в других жанрах. Фанк-рокеры из Fishbone выделили песню «Swim», за несколько недель до этого попавшую в новый альбом Give a Monkey a Brain and He’ll Swear He’s the Center of the Universe. Не обошлось в альбоме и без модного в то время хип-хопа: песню «Cock the Hammer» исполнили Cypress Hill.
Композитору Майклу Кэймену пришлось собственноручно доделывать некоторые из песен. Рок-группа Def Leppard выслала ему наброски композиции «Two Steps Behind», струнную аранжировку которой пришлось доделывать в студии. Сиэтлская группа Queensryche написала вместе с Кэйменом балладу «Real World». Композитор также договорился о включении в альбом концертной версии песни Aerosmith «Dream On», исполненной в 1991 году в сопровождении симфонического оркестра под его управлением. Наконец, завершала альбом песня Кэймена «Jack and the Ripper», записанная с участием Бакетхэда и Лос-анжелесского рок-н-рольного ансамбля.

## Выход альбома
Саундтрек-альбом был опубликован 8 июня 1993 года. В отличие от фильма «Последний киногерой», громко провалившегося в прокате, его музыкальное сопровождение было по достоинству воспринято слушателями и критиками.
Песня «Big Gun» стала первым синглом AC/DC, возглавившим хит-парад Billboard Album Rock Tracks. Помимо неё, в этот же чарт вошли песни Queensryche «Real World» (3 место), Alice in Chains «What the Hell Have I» (19 место), Megadeth «Angry Again» (18 место) и Def Leppard «Two Steps Behind» (5 место). В определённый момент в списке двадцати пяти лучших рок-композиций США одновременно находилось пять песен из альбома Last Action Hero. Вице-президент по маркетингу Columbia Records Диармуид Куинн в интервью Billboard отмечал, что «у многих саундтреков недостаёт глубины, чтобы поддерживать четыре сингла, и иметь в запасе Def Leppard и Fishbone».

## Историческое значение
Джейсон Бирхмайер (AllMusic) оценил альбом на четыре с половиной звезды из пяти, призвав «забыть фильм, который вдохновил его». По мнению обозревателя, саундтрек необычайно важен тем, что позволяет получить представление о «турбулентной хард-роковой сцене начала девяностых».
В 2014 году в музыкальном журнале Rolling Stone опубликовали список из двадцати отличных саундтреков к плохим фильмам, куда вошёл и Last Action Hero. «Послушай альбом, сожги фильм», — призывала читателей Дженнифер Вуд, отмечая, что хард-роковый саундтрек вышел намного лучше, чем пост-модернистский подход режиссёра Джона Мактирнана к боевикам.
К двадцатипятилетию фильма и саундтрека на сайте Ultimate Classic Rock опубликовали обзорную статью о саундтреке, назвав его «звуковым воплощением музыкального музыкального ландшафта». По словам журналиста Майкла Кристофера, альбом был выпущен в период, «когда Aerosmith, Alice in Chains, Megadeth и Cypress Hill органично смотрелись в одном списке композиций; границы были размыты и хип-хоп пересекался с рок-музыкой, гранжем и металом».

## Список композиций
| №                   | Название                       | Исполнитель                                                 | Длительность |
| ------------------- | ------------------------------ | ----------------------------------------------------------- | ------------ |
| 1.                  | «Big Gun»                      | AC/DC                                                       | 4:24         |
| 2.                  | «What the Hell Have I»         | Alice in Chains                                             | 3:58         |
| 3.                  | «Angry Again»                  | Megadeth                                                    | 3:47         |
| 4.                  | «Real World»                   | Queensrÿche и Майкл Кэймен                                  | 4:21         |
| 5.                  | «Two Steps Behind»             | Def Leppard                                                 | 4:19         |
| 6.                  | «Poison My Eyes»               | Anthrax                                                     | 7:04         |
| 7.                  | «Dream On» (концертная версия) | Aerosmith                                                   | 5:42         |
| 8.                  | «A Little Bitter»              | Alice in Chains                                             | 3:53         |
| 9.                  | «Cock the Hammer»              | Cypress Hill                                                | 4:11         |
| 10.                 | «Swim»                         | Fishbone                                                    | 4:13         |
| 11.                 | «Last Action Hero»             | Tesla                                                       | 5:44         |
| 12.                 | «Jack and the Ripper»          | Бакетхэд, Los Angeles Rock and Roll Ensemble и Майкл Кэймен | 3:43         |
| Общая длительность: | Общая длительность:            | Общая длительность:                                         | 54:19        |

| Год  | Хит-парад                           | Высшая позиция | Пребывание |
| ---- | ----------------------------------- | -------------- | ---------- |
| 1993 | Австрия (Ö3 Austria)                | 21             | 16 недель  |
| 1993 | Германия (Offizielle Top 100)       | 45             | 17 недель  |
| 1993 | Нидерланды (Album Top 100)          | 22             | 11 недель  |
| 1993 | Новая Зеландия (RMNZ)               | 7              | 9 недель   |
| 1993 | Норвегия (VG-lista)                 | 19             | 3 недели   |
| 1993 | США (Billboard 200)                 | 7              | нет данных |
| 1993 | Финляндия (Suomen virallinen lista) | 17             | 13 недель  |
| 1993 | Швейцария (Schweizer Hitparade)     | 22             | 8 недель   |
| 1993 | Швеция (Topplistan)                 | 27             | 3 недели   |

| Регион | Сертификация | Продажи    |
| --- | ------------ | ---------- |
| США (RIAA) | Платиновый   | 1 000 000^ |
| * Данные о продажах приведены только на основе сертификации. ^ Данные о тиражах приведены только на основе сертификации. |              |            |